# Wiedenbrücker TV
Der Wiedenbrücker TV (offiziell: Wiedenbrücker Turnverein e.V. von 1887 ) ist ein Sportverein aus Rheda-Wiedenbrück im Kreis Gütersloh. Die Rugbymannschaft der Männer spielt seit 2019 in der 2. Bundesliga.

## Geschichte
Der Verein wurde im Jahre 1887 gegründet und bietet die Sportarten Aikido, Badminton, Frauengymnastik, Geräteturnen, Handball, Judo, Jugend, Kinder- und Jugendturnen, Kraftraum, Leichtathletik, Rehabilitationssport, Rugby, Schwimmen, Seniorengymnastik, Shaolin Kempo, Spiel und Sport, Trampolin, Volleyball und Walking an.

## Rugby
Im Jahre 1970 gründete Horst Lück, Lehrer an der Osterrath-Realschule in Wiedenbrück, eine Rugby AG. Fünf Jahre später folgte der Beitritt zum Wiedenbrücker TV. Im Jahre 1978 stieg die Herrenmannschaft in die Regionalliga auf. In den Jahren 1980 und 1982 wurden die C- bzw. B-Schüler deutscher Meister. Die Frauenmannschaft spielte von 2006 bis 2010 in der 2. Bundesliga, in der 10er Rugby gespielt wurde. 2009 und 2010 erreichten die Wiedenbrückerinnen jeweils das Meisterschaftsfinale, verloren jedoch beide Spiele gegen den ASV Köln. Im Jahre 2014 nahmen mit Sarah Titgemeyer und Pia Jakobtorweihen zwei Wiedenbrückerinnen mit der deutschen U-18-Nationalmannschaft an der U-18-Europameisterschaft in Schweden teil und belegten mit ihrer Mannschaft den siebten Platz.
In der Saison 2012/13 spielte die Herrenmannschaft in der 2. Bundesliga West, zog aber trotz den sportlich erzielten Klassenerhalts zurück. Im Jahre 2019 stieg die Herrenmannschaft wieder in die 2. Bundesliga West auf.